# 瀧澤眞弓
瀧澤 眞弓（たきざわ まゆみ、1896年2月9日 - 1983年）は、日本の建築家・建築学者である。

## 生涯
1896年（明治29年）2月9日に誕生した。長野県東筑摩郡会田村の出身であり、旧姓を矢羽といったが、同郡五常村の滝澤家に嗣養子に入った。郷校を卒業したのち上京し、東京府立第三中学校、第一高等学校を経て帝国大学工学部建築科に進んだ。1920年（大正9年）に同校を卒業し、石本喜久治・堀口捨己・森田慶一・山田守・矢田茂とともに分離派建築会を結成した。建築家としてのはじめての作品は卒業制作である「山岳倶楽部」であり、この年の分離派第一回展覧会にて発表された。分離派は芸術作品としての建築を重視した団体であり、松原紀之・足立裕司・中江研によれば「抽象性」を重んじたことが形態理論における特徴であった。瀧澤は「マッスや立体線という抽象的な還元形態」を通して芸術としての建築を表現しようと試みていたが、松原らは彼の作品には合理主義・機能主義に流れつつある当時の建築界の潮流を背景にした迷いもみられると論じている。
同年、葛西萬司の建築事務所に入所した。また、1922年（大正11年）開催の平和記念東京博覧会の技術員として、パビリオン設計に携わった。1923年（大正12年）落成の日本農民美術研究所を設計した。1924年（大正13年）、バラック装飾社における今和次郎らの活動を「もっとナイーブな心持で、あの荒い土壁を凝視し得る事こそ望ましい事である」と批判した。その後、東京帝国大学を退官して独立事務所を運営していた堀越三郎に請われ、堀越三郎建築事務所に在籍した。同事務所においては、1929年（昭和4年）の宝来屋など、いくつかの建築を手掛けた。
1931年（昭和6年）、神戸高等工業学校（現：神戸大学工学部）の教授として赴任し、以後は教育者・研究者として活動した。1949年（昭和24年）には大阪市立大学理工学部教授に着任した。研究者としては主にギリシャ建築を専門とし、1958年（昭和33年）には「パルテノンに関する三つの問題」により、京都大学にて工学博士の学位を取得した。また、この年の年度末に大阪市立大学を定年退職した。甲南大学でも教鞭をとった。1959年（昭和34年）には、日本建築協会の近代建築調査委員会委員長となった。1983年（昭和58年）没。

## 関連文献
- 田路貴浩 編『分離派建築会 : 日本のモダニズム建築誕生』京都大学学術出版会、2020年10月。ISBN 978-4-8140-0295-5。